# 聖拉斐爾阿里瓦區
聖拉斐爾阿里瓦區（西班牙語：San Rafael Arriba），是哥斯達黎加的一個區，位於該國中部聖何塞省，面積3.11平方公里，海拔高度1,175米，2011年人口14,682，人口密度每平方公里4,720.90人。